# Cicurina coryelli
Cicurina coryelli là một loài nhện trong họ Dictynidae.
Loài này thuộc chi Cicurina. Cicurina coryelli được Willis J. Gertsch miêu tả năm 1992.